# Lijst van spelers van Sint-Truidense VV
Deze lijst omvat voetballers die bij Sint-Truidense VV spelen of gespeeld hebben. De spelers zijn gerangschikt volgens alfabet. Wanneer een speler gehuurd werd staat dit aangeduid met een asterisk achter het desbetreffende jaartal.

## A
- Naim Aarab (2013-2014)
- Maxime Annys (2012-2013)
- Yorick Antheunis (2008-2011)
- Mohammed Aoulad (2013-2014)
- Jeroen Appeltans (2007-2011)
- Pol Appeltants (1938-1957)
- Sam Aerts (1997-2001)

## B
- Bruno Baras (2013-...)
- Christopher Baratto (2003-2006)
- David Barczi (2013*)
- Mathieu Béda (2004-2005)
- Dusan Belic (1997-2006)
- Christophe Bertjens (2010-...)
- Mirsad Bešlija (2007-2008*)
- Frank Boeckx (2003-2008)
- Danny Boffin (1984-1987, 2001-2004)
- Jonas Bogaerts (2006-2007)
- Axel Bonemme (2012-2013*)
- Hamdi Bouslama (2006-2007)
- Bruno Andrade (2011-2013)
- Cédric Buekers (2012-2013)
- Ivan Bulos (2012-...*)
- Coen Burg (2000)
- Kris Buvens (1997-2008)
- Ludovic Buysens (2009-2012)

## C
- Thomas Caers (2002-2005)
- Tom Caluwé (2010-2011)
- Pape Abdou Camara (2010-2011*)
- Mario Cantaluppi (2008-2010)
- Francesco Carratta (2007-2008)
- Bram Castro (2002-2005, 2011-2012)
- Issame Charaï (2008-2010)
- Thomas Chatelle (2012*)
- Jelle Cherlet (2007-2008)
- Rudi Chirishungu (2013-...)
- Grégory Christ (2010-2012)
- Cephas Chimedza (2006-2010)
- Pieter Collen (2008)
- Benji Commers (2010-2012)
- Dimitri de Condé (2005-2006)
- Adamo Coulibaly (2007-2008)
- Christian Brüls (2021-...)

## D
- Koen Daerden (2011-2012*)
- Dimitri Daeseleire (2011-...)
- Lauri Dalla Valle (2013-...)
- Alex Da Silva (2009)
- Erivelton Paulo da Silva (2013-...)
- Sander Debroux (2004-2009)
- Benjamin De Ceulaer (2002-2005)
- Bart Deelkens (2006-2007)
- Giel Deferm (2007-...)
- Donny de Groot (2012-...)
- Robbie Dello (1997-2004)
- Kristof Delorge (2005-2006)
- Mathias Delorge (2011-2024)
- Peter Delorge (1999-...)
- Joeri Dequevy (2012-...)
- Dorian Dessoleil (2013-...)
- Lassina Diabaté (2004-2006)
- Abdoulaye Diawara (2004-2005)
- Georges Dimitriadis (2000-2002)
- Timothy Dreesen (2007-2008*)
- Grégory Dufer (2011-...)
- Guy Dufour (2012-...)
- William Dutoit (2014-...*)
- Marek Dziuba (1987-1992)

## E
- Edmilson Junior (2012-...)
- Tamas Egerszegi (2013*)
- Gaëtan Englebert (1997-1999)
- Yvan Erichot (2013-...)
- Vincent Euvrard (2008-...)
- Carlo Evertz (2010-...)

## G
- Jordan Garcia Calvete (2011-2012*)
- Frank Geraerts (2002-2004)
- Reza Ghoochannejhad (2011-2013)
- Sebastjan Gobec (2008*)
- Mickaël Goossens (2004-2005)
- Patrick Goots (1996-1997)
- Michiel Govaerts (2007-2008)

## H
- Tamas Hajnal (2004-2006)
- Ashley Hartog (2007-2008*)
- Nicky Hayen (1999-2008)
- Rory Hegelmeers (2003)
- Marc Hendrikx (2006-2009)
- Laurent Henkinet (2010-2011, 2013-...*)
- Dieter Hentschel (1970-1973)
- Jeroen Hendricx (1999-2001)

## I
- Alessandro Iandoli (2011-...)
- Samuel Ipoua (2004-2005)
- Manasseh Ishiaku (2011*)

## J
- Dries Jacquemyn (1999-2005)
- Jochen Janssen (2003-2004*)

## K
- Kadu (2007-2008)
- Claude Kalisa (2001-2007)
- Dieudonné Kalulika (2007-2008)
- Papy Kimoto (2004-2005)
- João Klauss de Mello (2022)
- Jos Klingen (1969-1970 en 1974-1975)
- Sascha Kotysch (2010-...)
- Renaat Koopmans (1982-1990)
- Mario Krohm (1992-1994)
- Shinji Kagawa (2022-2023)
- Daichi Kamada (2018-2019)

## L
- Kristof Lardenoit (2006*)
- Tortul Lembi (2013-...*)
- Philippe Lenglois (1996-2003)

## M
- Guy Mamoun (2004-2005)
- Luc Martens (1961-1968)
- Benoit Masset (2010-2012)
- Jacky Mathijssen (2000-2001)
- Désiré Mbonabucya (2000-2004, 2005-2007)
- Andréa Mbuyi-Mutombo (2010-2011*)
- Stijn Meert (2000-2001)
- Guillermo Méndez (2013*)
- Dolly Menga (2012*)
- Wim Mennes (2009-2012)
- Simon Mignolet (2007-2010)
- Ninoslav Milenkovic (2007-2008)
- Dalibor Mitrovic (2001-2003)
- Massimo Moia (2009-2010*)
- Kurt Morhaye (1994-1999)
- Anthony Moris (2014-...*)
- Landry Mulemo (2004-2007*)
- Henri Munyaneza (2006-2007)
- Cristian Muscalu (??-2009)
- Tom Muyters (2008-2010)

## N
- Pierre-Yves Ngawa (2011-2013*)
- Anders Nielsen (1994-1996)
- Jari Niemi (2005-2006)
- Roger Nilis (1964-1967)
- Leopold Novak (2013)
- Yannick Nulens (2012-2013*)
- Chidi Nwanu (1996-1997)
- Marco Nys (2005-2007)

## O
- Matthias Odeurs (2014-...)
- Dennis Odoi (2009-2011)
- Rubin Okotie (2011-2012*)
- Hervé Ndjana Onana (2009-2012)
- Davy Oyen (1994-1995*)
- Shinji Okazaki (2022)

## P
- Piotr Parzyszek (2014-2015)
- Rocky Peeters (2006-2008)
- Marcos Pereira (2001-2004)
- Rafael Pereira (2008)
- Marlin Piana (2004-2005)
- Odilon Polleunis (1962-1973)
- Michal Pospisil (2008-2009)
- Nikolas Proesmans (2010-2012)
- Niels Prud'homme (2005-2007)

## R
- Cyril Ramond (2005-2006)
- Thomas Rasmussen (1996-1999)
- Kurt Rettkowski (1973-1975)
- Mircea Rednic (1996-1997)
- Alfred Riedl (1972-1974)
- Stiven Rivic (2004-2005)
- Ivo Rossen (2012-...)
- Giuseppe Rossini (2012*)
- Mladen Rudonja (1998-2000)
- Jurgen Rutten (2005-2006)
- Yannick Rymenants (2010-2012)

## S
- Brendon Santalab (2005-2006)
- Matthias Schils (2012-...)
- Koen Schockaert (2001-2002*)
- Davy Schollen (1999-2002, 2012-...)
- Rob Schoofs (2011-...)
- Nils Schouterden (2009-2013)
- Sebastien Siani (2008*, 2009-2010)
- Ibrahima Sidibé (2008-2011)
- Jeroen Simaeys (2005-2007)
- Asanda Sishuba (2006-2008)
- Jochen Slechten (2002-2004)
- Patrick Smets (2002-2003)
- Matte Smets (2018-2024)
- Ondrej Smetana (2011-2013)
- Jarne Steuckers (2009-2024)
- Somé (2014-...)
- Jean-Pierre Stijnen (1981-1985)
- Ilija Stolica (2005-2007)

## T
- Kevin Taelemans (2011-2013)
- Ibrahim Tankary (2006)
- Pieter Thijs (2009-2010)
- Tibor Tisza (2011*)
- Matthias Trenson (2007-2008)
- Takehiro Tomiyasu (2017-2019)

## V
- Daan Vaesen (2008-2010)
- Hendrik Van Crombrugge (2011-2013)
- Vilmos Vanczák (2006-2007*)
- Erwin Vanderbroeck (1989-1990)
- Sven Van Der Jeugt (2010-2011)
- Thierry Vandermeeren (2013)
- Kevin Van Dessel (2007-2008)
- Bram Vangeel (1998-2004)
- Stijn Vangeffelen (1999-2004)
- Peter Van Houdt (1994-1996, 2006-2009)
- David Van Hoyweghen (2005-2006)
- Tom Van Imschoot (2002-2005)
- Bart Vanmarsenille (1990-1996)
- Carlo Vanmarsenille (1975-1988)
- Wilfried Van Moer (1982-1983)
- Dirk Van Oekelen (1998-2001)
- Pieter-Jan Van Oudenhove (2006-2008)
- Kristof Van Quaethoven (2003-2004)
- Ulrique Van Quaethoven (2003-2004)
- Dylan Vanwelkenhuysen (2010-2014)
- Davino Verhulst (2011-2013)
- Gunter Verjans (1999-2004)
- Peter Voets (1993-2004)
- Mark Volders (2010-2012)
- Robert Volk (1998-2000)
- Wouter Vrancken (1996-2004)
- Stijn Vreven (??-1993, 2007-2008)

## W
- Marc Wagemakers (2008-2011)
- Jonathan Wilmet (2008-2010)
- Marc Wilmots (1985-1988)
- Egon Wisniowski (2005-2008)
- Karl-Heinz Wißmann (1970-1975, 1979-1982)

## Z
RSC Anderlecht ·
Antwerp FC ·
Beerschot AC ·
Beerschot VA ·
KSK Beveren ·
Rupel Boom ·
Cercle Brugge · 
Club Brugge ·
KRC Genk ·
KAA Gent · 
KV Kortrijk ·
OH Leuven ·
Lierse SK ·
RFC de Liège ·
KSC Lokeren ·
Lommel SK ·
KV Mechelen ·
Royal Excel Moeskroen ·
RAEC Mons ·
KV Oostende ·
RFC Seraing ·
STVV ·
Sporting Charleroi ·
Standard Luik ·
AFC Tubize ·
Union SG ·
KVC Westerlo ·
SV Zulte Waregem